# Neomillspaughia paniculata
Neomillspaughia paniculata är en slideväxtart som först beskrevs av Donn. Smith, och fick sitt nu gällande namn av Joseph Blake. Neomillspaughia paniculata ingår i släktet Neomillspaughia och familjen slideväxter. Inga underarter finns listade i Catalogue of Life.